# Musée des Instruments de musique de Bruxelles
Le musée des Instruments de musique (MIM) de Bruxelles (en néerlandais : Muziekinstrumentenmuseum), fondé en 1877, est l'un des musées d'instruments de musique les plus importants au monde. Ses collections comptent plus de 8 000 instruments, dont plus de 1 200 sont exposés dans les salles du musée.
Le musée, qui accueille chaque année plus de 125 000 visiteurs, possède la plus grande collection non spécialisée d'instruments au monde et constitue le IVe département des musées royaux d'Art et d'Histoire de Bruxelles.

## Histoire du musée
Fondé en 1877 à partir de la collection réunie par Victor-Charles Mahillon (1841-1924), qui en fut d'ailleurs le premier conservateur, le Musée instrumental dépendait à ses débuts du Conservatoire royal de Bruxelles. Il avait pour but de faire connaître les instruments aux élèves. Le MIM a ainsi depuis ses origines une vocation pédagogique.
En 1877, le musée possède déjà une collection d'instruments remarquables, issue de deux collections particulières. La première est celle de François-Joseph Fétis, célèbre musicologue et premier directeur du conservatoire de musique. À sa mort, l'État belge rachète sa collection. La seconde collection, assez originale, est composée d'une centaine d’instruments indiens offerts par le Rajah Sourindro Mohun Tagore (en) à Léopold II de Belgique.
Ces deux collections constituent donc un fonds riche, qui va être encore augmenté grâce à l’action du premier conservateur du musée, Victor-Charles Mahillon. Ce dernier a un rôle crucial dans l’histoire du Musée. Il va véritablement donner au musée son envergure internationale. Il mène une politique d'acquisition très active. Il vendra d’ailleurs sa collection particulière au musée. En 1924, lorsque Mahillon meurt, le MIM est riche de 4 400 pièces, dont presque 3 200 instruments originaux. Parmi ses achats figurent deux collections importantes :
- celle de Contarini-Corer, comprenant 121 instruments italiens et allemands des XVIe et XVIIe siècles. Si certaines pièces sont aujourd’hui contestées par les techniques scientifiques modernes, l’ensemble reste assez exceptionnel, avec notamment deux familles de violes de gambe italiennes et des clavecins et orgues allemands.
- une partie de la collection du collectionneur César Snoeck, dont les 2 000 pièces furent dispersées à sa mort. Mahillon fit appel à un mécène très influent de l’époque pour pouvoir acquérir un lot regroupant 437 instruments des anciens Pays-Bas. Ce lot intéressait particulièrement le conservateur, pour leur origine locale, mais également pour les instruments à cordes frottées, remarquables par leur facture et leur variété.

Mahillon va également documenter les œuvres, dans un catalogue en 5 tomes. Il y inclut les versions de son essai de classification méthodique de tous les instruments: celles-ci ont servi de base pour la classification de Curt Sachs et Erich von Hornbostel qu’on utilise encore aujourd’hui.
Il ouvre également un atelier de restauration, qui en plus de restaurer, copie des instruments uniques dans d'autres collections publiques. Il organise en collaboration avec le directeur du Conservatoire de musique des concerts utilisant des instruments historiques. L'action de Mahillon est véritablement complète, puisqu’il mène de front les missions de conservation, de restauration, d'enrichissement des collections et de médiation vers le public.
Après la Première Guerre mondiale, le MIM entame la phase la plus difficile de son histoire. Mécènes et donateurs se font rares. Faute de moyens jusqu’en 1957, le musée se limite à la préservation des œuvres. Quelque 1 000 instruments étoffent les collections de 1924 à 1968, bien peu si l’on compare à la période de Mahillon.

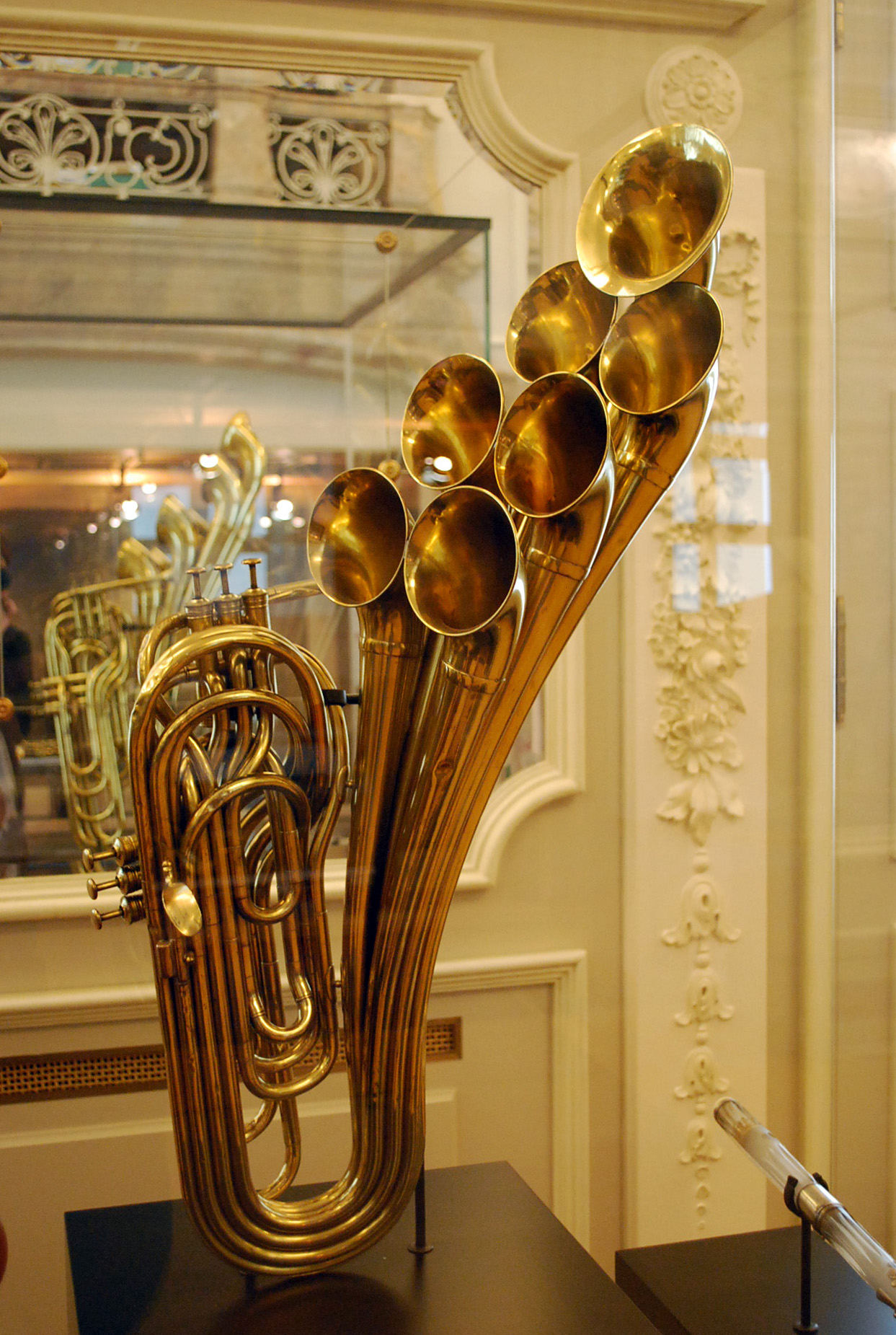
Trombone à sept pavillons d'Adolphe Sax, Paris, 1876.

L'arrivée de Roger Bragard comme conservateur marque une amélioration en 1957. Il réussit à faire augmenter le budget alloué au musée, permettant le réaménagement de salles d’exposition et l'embauche de personnels scientifiques et de guides. Il renoue également avec la tradition des concerts de musiques anciennes organisés par le MIM.
En 1968, René de Mayer poursuit la dynamique amorcée par Bragard, aidé par une équipe de scientifiques spécialisés. C'est au début des années 1990 que le renouveau du MIM s'amorce véritablement, au moment où Nicolas Meeùs en assure la direction à titre intérimaire. On commence à concevoir l’aménagement du musée dans l’ancien magasin Old England, racheté depuis 1978 par l'État belge. La restauration du bâtiment durera jusqu'en 1994, année où elle obtient le prix du Quartier des Arts pour la qualité de la réfection des façades.
Le déménagement du MIM s'est effectué sous la direction de Malou Haine (de 1994 à 2009). En 1998, le MIM devient l'occupant officiel du bâtiment et c'est après deux ans d’aménagement que le musée, rénové et résolument moderne, ouvre ses portes au grand public. Malou Haine reste conservatrice honoraire du musée.
Les collections du MIM évoluent toujours. Récemment, la fondation Roi-Baudouin a confié au musée la gestion de la collection Robert Pernet.
Parmi les instruments exceptionnels, le musée possède le seul exemplaire original connu du luthéal inventé en 1919 par le belge Georges Cloetens ; le Componium de Winkel, supposé « composer » la musique qu'il joue ; une exceptionnelle collection de clavecins historiques dont 18 par la famille anversoise Ruckers ; ainsi qu'un unique piano-viole dont les cordes sont mises en vibration par des archets.

## Collections

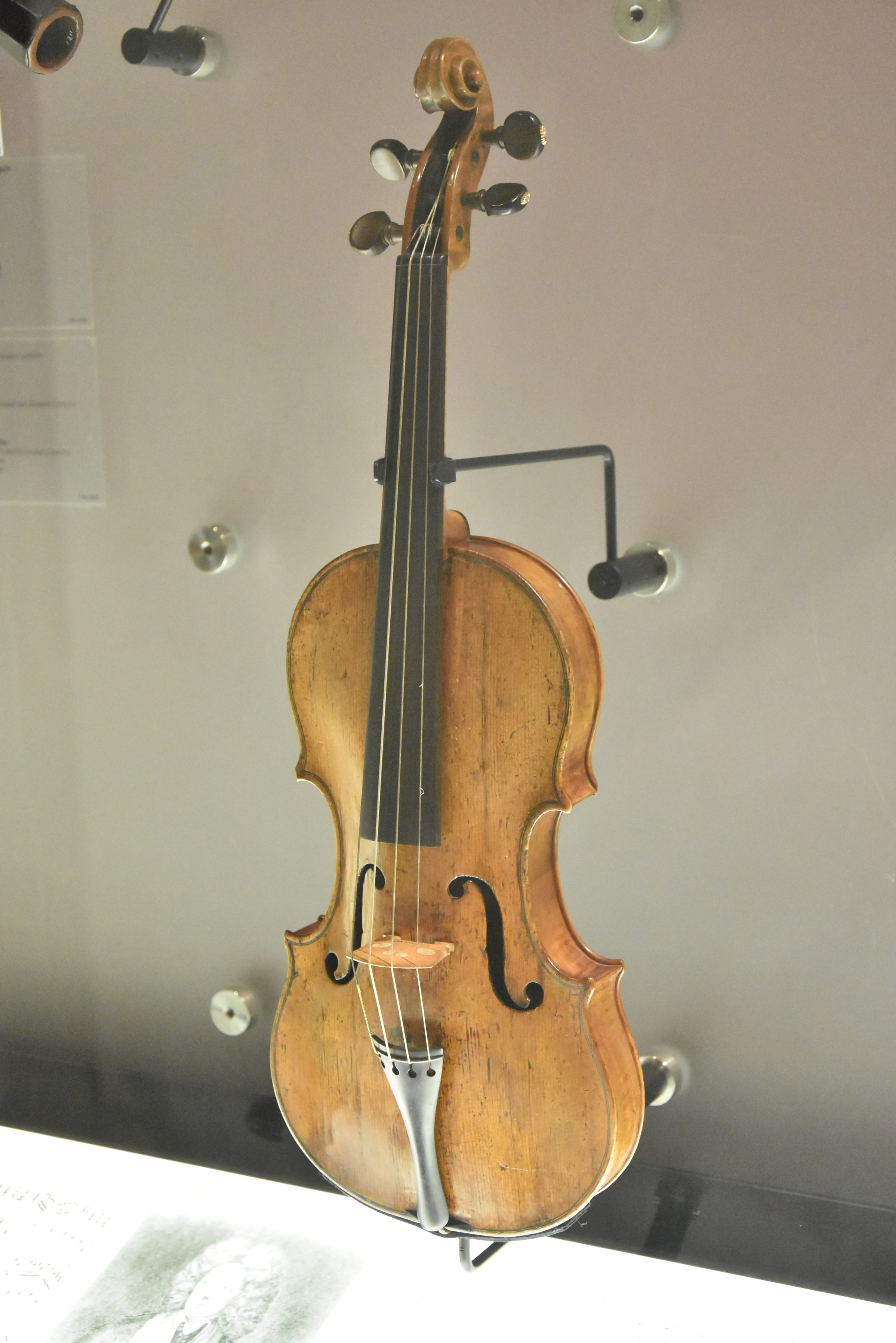
Violon de Girolamo Amati, de Crémone (1611).

La collection du musée montre l'histoire de la musique belge et l'importance de Bruxelles dans la fabrication de flûtes à bec et de divers proto-synthétiseurs, comme les ondes Martenot ou le Theremin, et comme patrie de l'inventeur d'instruments Adolphe Sax, père du saxophone, ainsi que les traditions musicales européennes et les instruments non européens.
Les instruments mécaniques sont présentés au sous-sol, les instruments traditionnels au rez-de-chaussée, le développement des instruments d'orchestre modernes au premier étage et les instruments à clavier et à cordes au deuxième étage.
Les visiteurs disposent d' écouteurs infrarouges pour écouter près de 200 extraits musicaux des instruments exposés.
Parmi les pièces notables de la collection figurent la célèbre flûte à bec Rottenburgh Alto, des instruments inventés par Adolphe Sax, un ensemble unique de carillons chinois géants en pierre, et le seul exemplaire original connu du luthéal, instrument utilisé par Maurice Ravel. (Il en existe deux copies plus récentes, l'une à Paris datant de 1987, l'autre construit en 2004 sur commande de Daniel Hope.)
Outre l'exposition de la collection permanente, le musée programme occasionnellement des expositions temporaires et des concerts d'inventeurs contemporains influents tels que les frères Baschet, Pierre Bastien, Yuri Landman, la Fondation Logos et autres.

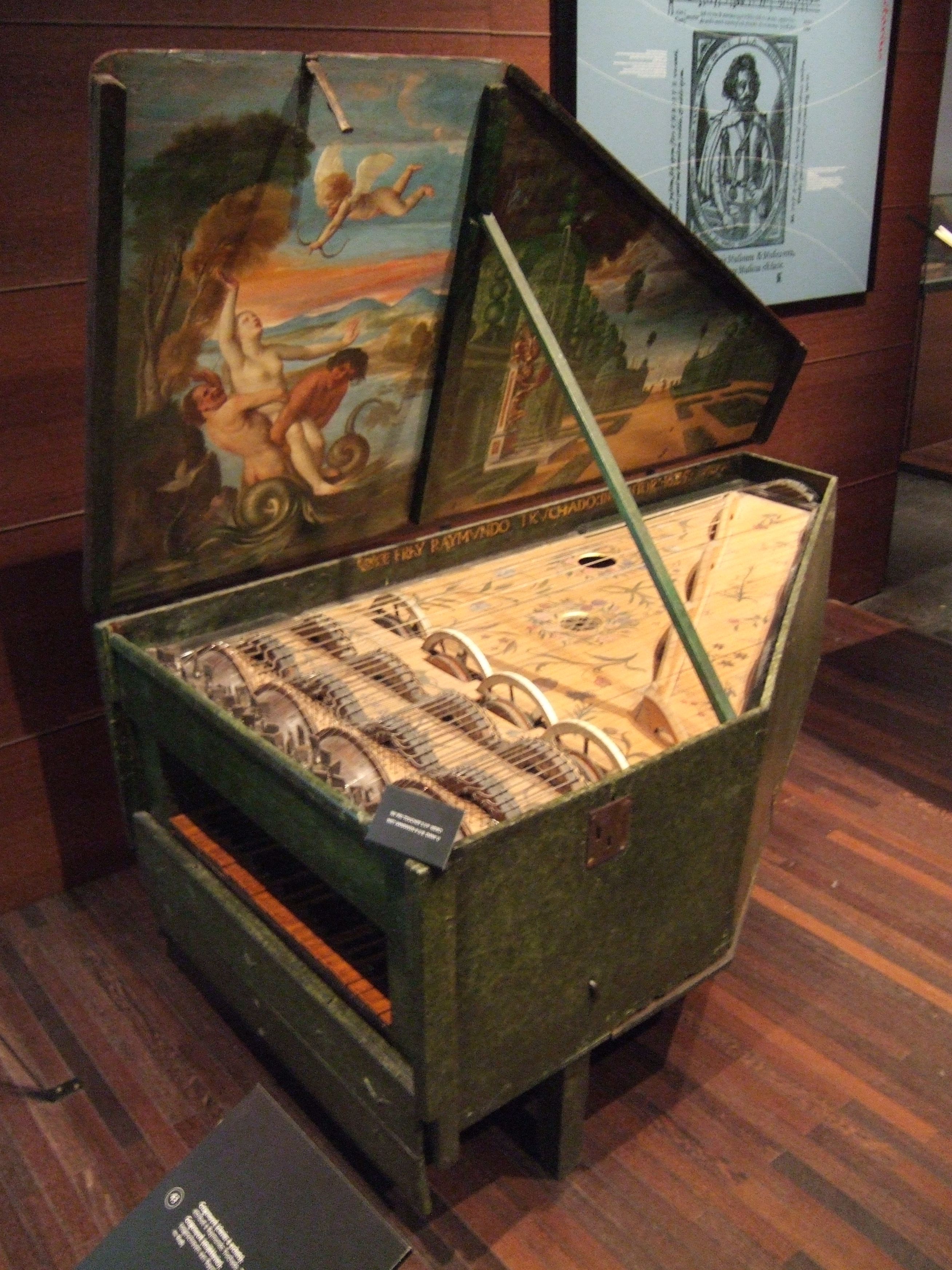
Geigenwerk. Raymundo Truchado, 1625.
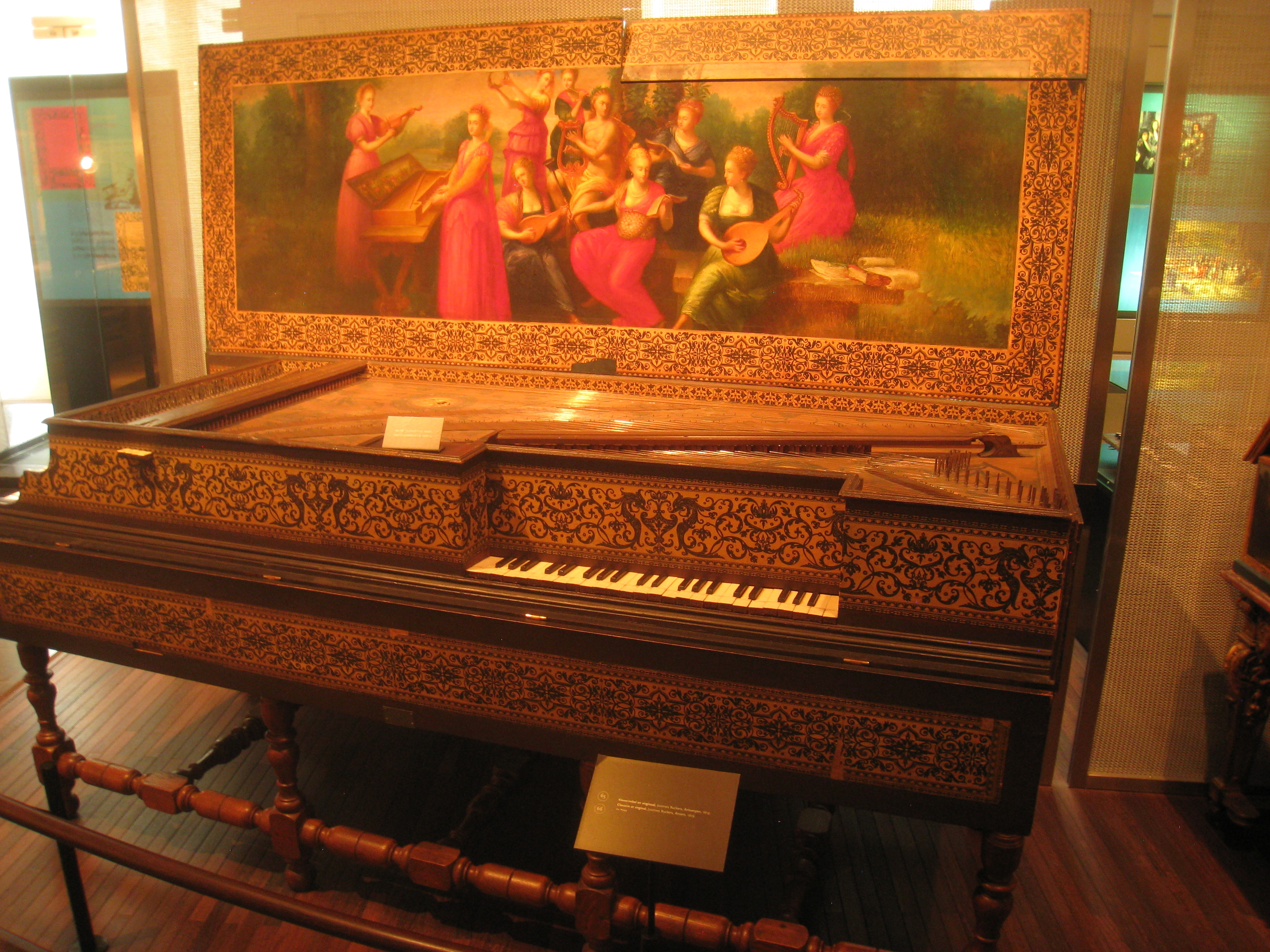
Clavecin et virginal. Joannes Ruckers, Anvers, 1619.
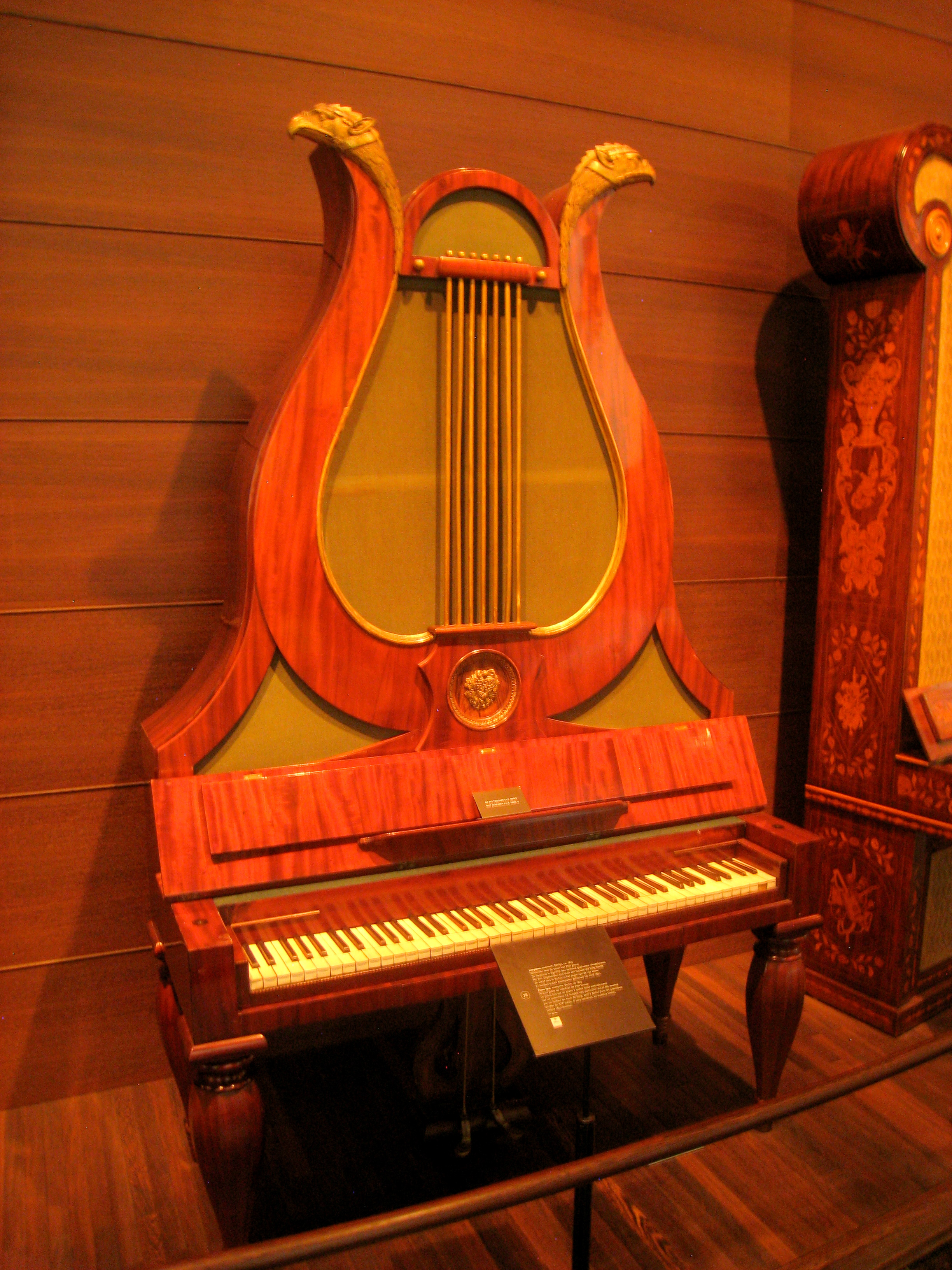
Piano-lyre. Anonyme, Berlin 1825.
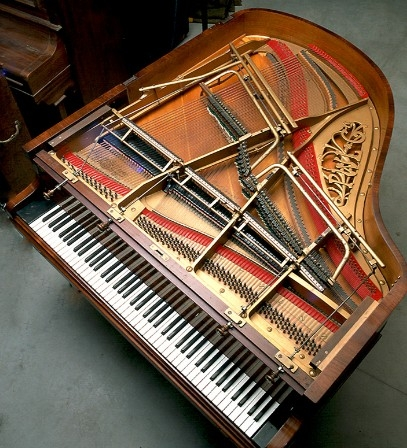
Luthéal

## La visite du musée

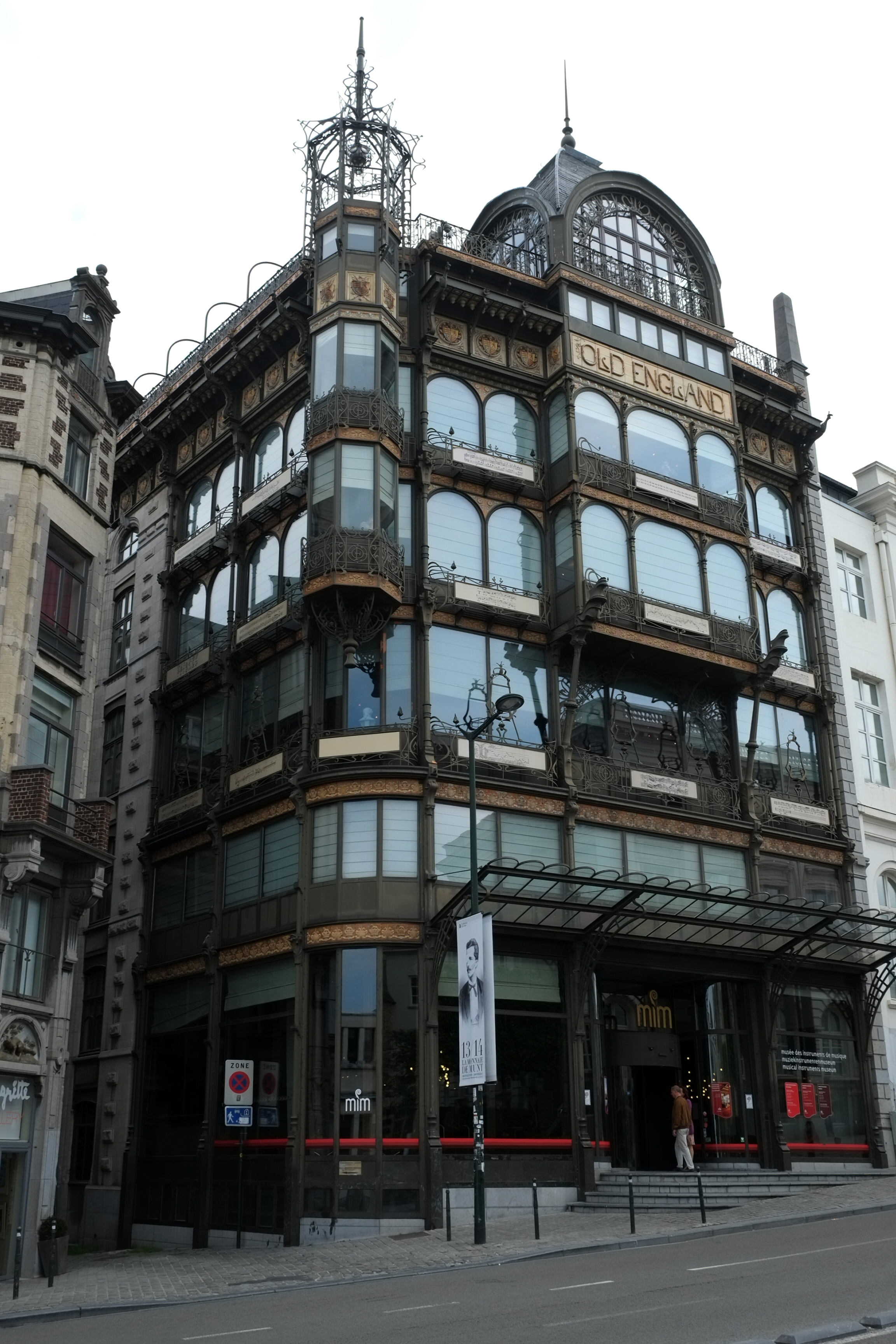
Le bâtiment Old England rénové.

Le musée est situé rue Montagne de la cour, au cœur du Mont des Arts, tout près de la place Royale.
Le MIM est situé dans deux bâtiments remarquables : le bâtiment néo-classique de Barnabé Guimard, situé à l'angle de la place Royale et l'Old England, construit pour la firme de produits anglais de luxe du même nom. Ce dernier est tout à fait spectaculaire et fait partie des plus beaux exemples d'Art nouveau en Belgique. Il a été conçu en 1899 par l'architecte Paul Saintenoy.
L'entrée se fait par le bâtiment art nouveau Old England qui fut entièrement rénové afin d'y abriter le musée ouvert le 10 juin 2000.
Le slogan du MIM est « Vous allez voir ce que vous allez entendre ». En effet, un système de casques à infrarouges permet aux visiteurs d'entendre presque 200 extraits en lien avec les instruments exposés.
Le service éducatif du musée propose tout au long de l'année des ateliers, des visites guidées et toutes sortes d'activités pour tous les publics (enfants, adultes, groupes). Les thèmes des visites guidées sont renouvelés régulièrement et peuvent également être créés à la demande, en fonction du projet pédagogique du groupe.
Le MIM programme aussi des concerts, des projections, des conférences et bien d'autres.
L'étage supérieur est occupé par un restaurant avec terrasse panoramique, géré par une société indépendante.
De temps en temps, le musée organise des expositions temporaires et des concerts d'inventeurs contemporains influents, tels que les frères François et Bernard Baschet, Pierre Bastien, Yuri Landman, la Fondation Logos (de Godfried-Willem Raes) et d'autres.

## La bibliothèque
La bibliothèque du musée possède plus de 30 000 ouvrages et est abonnée à 150 périodiques. C'est une bibliothèque spécialisée, dans les domaines de la musicologie, l'organologie, l'ethnomusicologie et le jazz belge.
Le MIM dispose également d'un atelier de restauration pour les pièces de sa collection.